# Anatomia di un amore visto
Anatomia di un amore visto (Anatomy of a Love Seen) è un film del 2014 diretto da Marina Rice Bader.

## Trama
Zoe e Mal sono due giovani attrici che si conoscono girando un film la cui trama prevede che siano amanti. Le due, durante le riprese, finiscono per innamorarsi davvero l'una dell'altra. Tutto sembra andare per il meglio, fino a quando, mesi dopo, Mal abbandona Zoe senza dirle niente, proprio mentre la carriera di quest'ultima sta per decollare. Successivamente si scopre che Mal è dipendente dalla cocaina e che la paura che Zoe avrebbe potuto stufarsi di lei e lasciarla era talmente forte da farla scappare. Le due si rincontrano dopo mesi di silenzio, quando la regista del film che avevano girato, Kara, le richiama sul set per rigirare la famosa scena d'amore. Le due donne non sono per niente entusiaste, ma la forte amicizia con la regista le spinge a presentarsi sul set, dove la scena viene rifatta più e più volte spesso interrotta da crisi di pianto o litigi. Durante uno di quest'ultimi, si scopre che in realtà la scena girata mesi prima era perfetta e che la necessità di rifarla altro non è che il piano della regista per far riconciliare le ragazze, dato che considerava il loro un "vero amore". A questo punto Mal e Zoe cercano di riallacciare il travagliato rapporto.

## Accoglienza
AfterEllen ha dato ad Anatomia di un amore visto una recensione positiva, dichiarando che «come regista, Rice Bader ha avuto occhio per la composizione dell'immagine, creando alcune bellissime riprese». Anche la rivista Curve  ha apprezzato il film, scrivendo: «Anatomia di un amore visto e un film forte e commovente che ti coinvolgerà in un turbine di emozioni rimanendo comunque valido sotto tutti gli aspetti».